# Akane Shinsha
Akane Shinsha (茜新社, littéralement Nouvelle compagnie Garance[réf. nécessaire]) est une maison d'édition japonaise, basée à Chiyoda, spécialisée dans les ouvrages pour adultes, tels que les mangas, les livres, et les magazines. La société a été fondée en 1976.
En 2009, avec 65 titres à son actif, la société se classait au 2e rang des éditeurs de manga érotique au Japon, dépassée uniquement par Core Magazine avec 76 titres, et dépassant TI Net (44), Kubo Shoten (42) et Kill Time Communication (41).

## Histoire
Fondée en octobre 1976, sous le nom de Akane Co., Ltd., l'entreprise change de nom pour devenir Akane Shinsha en 1985. Elle fut par la suite intégrée par l'éditeur Comic House. Lors du panel de MangaGamer à l'Otakon 2011, la distribution numérique en anglais de certains des mangas érotiques d'Akane Shinsha a été annoncée,.

## Ouvrages
Le magazine principal actuellement publié est Comic LO, un magazine de prépublication de manga lolicon créé en 2002. Établit comme un numéro spécial de Comic Tenma, alors le magazine phare de la maison d'édition, Comic LO devient une publication mensuelle à partir de 2005.
De nombreux magazines ont été publiés par l'entreprise ces dernières années, centrant généralement les magazines autour de thèmes spécifiques. Ceux-ci comprennent entre-autres Girls for M, créé en 2012 et arrêté en 2019, ayant pour thème le femdom, Comic KOH et Comic Aoba, créés respectivement en 2013 et 2019 et arrêtés en 2018 et 2021, ayant pour thèmes les collégiennes, Comic RIN, créé en 2004 et arrêté en 2012, centré sur les œuvres moe et Comic Sigma, créé en 2006 et arrêté en 2016, centré sur les histoires mettant en scène des femmes matures.
Outre les magazines de prépublication, la maison d'édition édite également une large gamme de tankōbon, organisés dans des collections portant le nom du magazine dans lequel certains de leurs chapitres ont été prépubliés.